# Лазисько (Нижньосілезьке воєводство)
Лазисько (пол. Łazisko) — село в Польщі, у гміні Твардоґура Олесницького повіту Нижньосілезького воєводства.
Населення — 167 осіб (2011).
У 1975-1998 роках село належало до Вроцлавського воєводства.

## Демографія
Демографічна структура станом на 31 березня 2011 року:
|          | Загалом | Допрацездатний вік | Працездатний вік | Постпрацездатний вік |
| -------- | ------- | ------------------ | ---------------- | -------------------- |
| Чоловіки | 90      | 19                 | 66               | 5                    |
| Жінки    | 77      | 20                 | 41               | 16                   |
| Разом    | 167     | 39                 | 107              | 21                   |